# منتخب هولندا لكرة الأرض للسيدات
منتخب هولندا الوطني لكرة الأرض للسيدات هو ممثل هولندا الرسمي في المنافسات الدولية في كرة الأرض للسيدات.

## وصلات خارجية
- الموقع الرسمي